# Henschel Hs 117
O Henschel Hs 117 Schmetterling (em português: Borboleta) foi um míssil guiado via rádio para abater alvos no solo ou no ar durante a Segunda Guerra Mundial.
O operador deste míssil, após o lançar, olhava através de uma mira telescópica e guiava-o com um joystick até ao alvo. O míssil detonava-se de acordo com a proximidade com o alvo inimigo.